# Allt åt Jesus helt jag lämnar
Allt åt Jesus helt jag lämnar, en tidigare översättning i Frälsningsarméns sångböcker lydde Allt för Jesus jag uppgiver och är baserat på en sång med text från 1896 av Judson W. van de Venter och musik av Winfield S Weeden som också används till psalmen Kommen alla, I som bären. Den svenska översättningen är gjord av Gustaf Wallteng. I Segertoner har sedan 1922 en annan version förekommit, med titelraden Allt till Jesus vill jag lämna.

## Publicerad i
- Frälsningsarméns sångbok 1968 som nr 124 under rubriken "Helgelse". (Allt för Jesus....)
- Frälsningsarméns sångbok 1990 som nr 384 under rubriken "Helgelse". (Allt åt Jesus....)